# 泰拉韦基亚
泰拉韦基亚（義大利語：Terravecchia），是意大利科森扎省的一个市镇。总面积20平方公里，人口885人，人口密度44.3人/平方公里（2009年）。ISTAT代码为078147。